# توم تيلر
توم تيلر (بالإنجليزية: Tom Tyler)‏ هو ممثل أمريكي، ولد في 9 أغسطس 1903 بمقاطعة إيسيكس في الولايات المتحدة، وتوفي في 1 مايو 1954 بهامتراميك في الولايات المتحدة بسبب نوبة قلبية.

## أعمال

### أفلام
- (1925) بن هور
- (1939) ذهب مع الريح[4][5]
- (1939) عربة الجياد
- (1940) الغربي
- (1942) حديث المدينة
- (1950) لبست الشريط الأصفر

## وصلات خارجية
- توم تيلر على موقع IMDb (الإنجليزية)
- توم تيلر على موقع أول موفي (الإنجليزية)
- توم تيلر على موقع قاعدة بيانات الأفلام السويدية (السويدية)
- توم تيلر على موقع إن إن دي بي (الإنجليزية)
- توم تيلر على موقع قاعدة بيانات الفيلم (الإنجليزية)